# Lakes of the Four Seasons
Lakes of the Four Seasons és una concentració de població designada pel cens dels Estats Units a l'estat d'Indiana. Segons el cens del 2000 tenia 7.291 habitants.

## Demografia
Segons el cens del 2000, Lakes of the Four Seasons tenia 7.291 habitants, 2.506 habitatges, i 2.155 famílies. La densitat de població era de 1.050,4 habitants/km².
Dels 2.506 habitatges en un 41,6% hi vivien nens de menys de 18 anys, en un 76,5% hi vivien parelles casades, en un 6,6% dones solteres, i en un 14% no eren unitats familiars. En l'11,9% dels habitatges hi vivien persones soles el 4,7% de les quals corresponia a persones de 65 anys o més que vivien soles. El nombre mitjà de persones vivint en cada habitatge era de 2,91 i el nombre mitjà de persones que vivien en cada família era de 3,16.
Per edats la població es repartia de la següent manera: un 28% tenia menys de 18 anys, un 6,9% entre 18 i 24, un 27% entre 25 i 44, un 27,7% de 45 a 60 i un 10,4% 65 anys o més.
L'edat mediana era de 39 anys. Per cada 100 dones de 18 o més anys hi havia 95,2 homes.
La renda mediana per habitatge era de 67.528 $ i la renda mediana per família de 68.903 $. Els homes tenien una renda mediana de 52.222 $ mentre que les dones 28.964 $. La renda per capita de la població era de 25.537 $. Entorn del 2,5% de les famílies i el 2,6% de la població estaven per davall del llindar de pobresa.

## Poblacions més properes
El següent diagrama mostra les poblacions més properes.